# Związek gmin Waldenbuch-Steinenbronn
Związek gmin Waldenbuch-Steinenbronn – związek gmin (niem. Gemeindeverwaltungsverband) w Niemczech, w kraju związkowym Badenia-Wirtembergia, w rejencji Stuttgart, w regionie Stuttgart, w powiecie Böblingen. Siedziba związku znajduje się w mieście Waldenbuch, przewodniczącym jego jest Michael Lutz.
Związek zrzesza jedno miasto i jedną gminę wiejską:
- Steinenbronn, 6 089 mieszkańców, 9,72 km²
- Waldenbuch, miasto, 8 527 mieszkańców, 9,72 km²